# فیلیپ ویکستید
فیلیپ هنری ویکستید (1844-1927)، اقتصاددان انگلیسی، عضو مکتب نئوکلاسیک بود. او اولین اقتصاددان پس از ریکاردو بود که اصل «حد نهایی» را در ارتباط با نظریه توزیع درآمد ملی به کار برده و تغییر در نسبت عوامل تولید را توضیح داد. او با استفاده از «قضیه اولر» نشان داد که «قانون بازده نزولی» نه فقط برای عامل کار، که برای همه عوامل تولید به کار رفته و در صورت عدم وجود سود غیرعادی، یا سود ناعادلانه، از درآمد کل به هرکدام از عوامل تولید به اندازه «بهره‌وری نهایی»ش تعلق می‌گیرد.